# 赤色体育国际
赤色体育国际（俄语：Красный спортивный интернационал，缩写КСИ），是共产国际在体育界的外围组织。

## 历史
体育国际是苏俄在1921年为应征入伍的青年人开展体育健身运动的背景下开展的。总共召开过三次夏季运动会、一次冬季运动会。这些运动会称作斯巴达克运动会。

### 建立

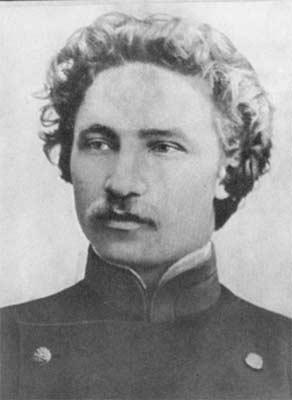
赤色体育国际首任主席尼古拉·伊里奇·波德沃伊斯基

1920年夏召开的共产国际二大上，提出组建国际性体育组织以协调对青年的体育活动。尼古拉·伊里奇·波德沃伊斯基是苏俄普及军训部部长，认为系统地体育训练能给红军提供充足的合格兵源。还能与资产阶级上流人士的奥林匹克运动会（当时规定只有业余运动员才可以参加）与第二国际的国际运动与体育文化协会展开竞争。
尼古拉·伊里奇·波德沃伊斯基私下串联了一批对国际体育有兴趣的出席共产国际二大的代表开会。 共产国际大会当时忙于其他重大政治事务，无暇顾及此事。这些代表发布了成立公告，选出了中央执行委员会，执委来自苏俄、德国、捷克斯洛伐克、法国、瑞典、意大利以及阿尔萨斯-洛林。波德沃伊斯基被选为该组织的主席。
在当时饥馑与残酷的阶级内战与反对协约国武装干涉战争中为生存而挣扎的苏俄，国内并无官方的体育组织。德国当时已经有了完备的劳工体育运动文化。因此，这个体育国际有着强烈的德国风格，第二次代表大会于1922年7月在柏林召开。
1922年11月共产国际四大决定正式承认赤色体育国际，并派遣一名代表参加。赤色青年国际于1923年7月公开发表推荐各国青年积极参加赤色体育国际的活动。
1923年2月，赤色体育国际常务执委会决定在柏林成立欧洲局，以推动西欧的劳工体育。这导致了法国劳工体育联合会（French Workers Sports Federation）分裂，其80%成员加入了赤色体育国际。
1924年10月，在莫斯科召开第三次代表大会。吸收四名青年共产国际的代表进入其执委会。
第二国际拒绝了赤色体育国际参加1925年7月在法兰克福召开的劳工奥林匹克（Workers' Olympiad）.19个国家的15万人参与了此次体育大会。
1928年召开了第四次代表大会。
赤色工会国际的团体成员与个人成员包括了共产主义者、社会主义者、工联主义者与无政府主义者。虽然很多成员是蓝领工人，但也不乏白领职员、学生、公营职工。例如，法国的80%成员来自劳工，其它20%来自各种社会团体。
赤色体育国际的各国分支中，共产党员肯定仅占少数。
共产国际与第二国际联合参加的第三次劳工奥林匹克定于1936年在巴塞罗那举办。但西班牙内战爆发使其取消.1937年在比利时安特卫普补办.
1937年4月，赤色国际体育解散。

## 斯巴达克运动会列表
| 事件                     | 地点     | 日期 | Notes                                |
| ------------------------ | -------- | ---- | ------------------------------------ |
| 第一届夏季斯巴达克运动会 | 莫斯科   | 1928 |                                      |
| 第一届冬季斯巴达克运动会 | 奥斯陆   | 1928 |                                      |
| 第二届斯巴达克运动会     | 柏林     | 1931 |                                      |
| 第三届工人奥林匹克       | 安特卫普 | 1937 | 与第二国际的国际劳工体育联盟联合举办 |

## 赤色体育国际会议
Source: Gounot, "Sport or Political Organization?" pg. 28.
| 事件                     | 位置       | 日期                | Notes |
| ------------------------ | ---------- | ------------------- | ----- |
| 第一届大会               | 莫斯科     | July 19–29, 1921    |       |
| 第二届大会               | 柏林       | July 29–31, 1922    |       |
| 第一次执行委员会扩大会议 | 莫斯科     | Feb. 7-13, 1923     |       |
| 第三届大会               | 莫斯科     | Oct. 13-21, 1924    |       |
| 第二次执行委员会扩大会议 | 莫斯科     | Jan. 28, 1925       |       |
| 第三次执行委员会扩大会议 | 莫斯科     | May 17–22, 1926     |       |
| 第四次执行委员会扩大会议 | 莫斯科     | Nov. 10-16, 1927    |       |
| 第四届大会               | 莫斯科     | Oct. 23-24, 1928    |       |
| 第五次执行委员会扩大会议 | 哈尔科夫   | May 31-June 2, 1929 |       |
| 第六次执行委员会扩大会议 | 柏林       | July 14–17, 1931    |       |
| 大会                     | 阿姆斯特丹 | Sept. 2-3, 1933     |       |
| 大会                     | 布拉格     | March 7–8, 1936     |       |

## 中国的赤色体育
1933年4月9日，中华苏维埃共和国赤色体育会发起筹建。相应加入的有：学校、军校，少先队总队部、反帝拥苏总同盟青年部、苏区中央儿童局，少共中央局、中共闽粤赣省委、全总苏区执行局、工农通讯社总社、中央政府俱乐部休育委员会等。1933年5月31日在瑞金叶坪组织了第一届五卅赤色体育运动会，这是中央苏区首次大规模、全局性的综合运动会，160多运动员参加了18个项目的比赛。中华苏维埃临时中央政府主席的毛泽东为这届运动会的题词是：“锻炼工农阶级铁的筋骨，战胜一切敌人。”1933年6月3日正式成立，推选中华苏维埃共和国中央政府副主席兼中央工农检查委员会主席项英、中央执行委员兼少共中央局组织部长王盛荣、中央执行委员兼国家政治保卫局局长邓发、中央候补执行委员兼少先队中央总队部总队长张爱萍、少先队中央总队部训练部体育科长施碧晨（台湾学生出身）五人为赤色体育会委员。 随即就加入了赤色休育国际。张爱萍在总结发言时说：“需要有锻炼工农身体的竞赛，而不是锦标主义，互相排挤。”

## 进一步阅读
- Pierre Arnaud and James Riordan, Sport and International Politics: The Impact of Fascism and Communism on Sport. Taylor & Francis, 1998.
- Barbara Keys, "Soviet Sport and Transnational Mass Culture in the 1930s," Journal of Contemporary History, Vol. 38, No. 3, (July 2003), pp. 413–434.
- Nikolai Podvoisky, (article on the establishment of RSI), Pravda, October 15, 1924.
- James Riordan, Sport, Politics, and Communism. Manchester, England: Manchester University Press, 1991.
- David Alexander Steinberg, Sport under Red Flags: The Relations between the Red Sport International and the Socialist Workers' Sport International, 1920-1939. PhD dissertation. University of Wisconsin — Madison, 1979.
- David A. Steinberg, "The Worker Sports Internationals, 1920-28," Journal of Contemporary History, vol. 13, no. 2 (April 1978), pp. 233–251.
- Robert Wheeler, "Organized Sport and Organized Labor: The Workers' Sports Movement," （页面存档备份，存于） Journal of Contemporary History, vol. 13, no. 2 (April 1978), pp. 191–210.
- (Proceedings of the July 1921 Conference), Internationale Jugend-Korrespondenz, No. 7 (April 1, 1922), pg. 11.
- Pierre Arnaud and James Riordan, Sport and International Politics: The Impact of Fascism and Communism on Sport. Taylor & Francis, 1998.
- Barbara Keys, "Soviet Sport and Transnational Mass Culture in the 1930s," Journal of Contemporary History, Vol. 38, No. 3, (July 2003), pp. 413–434.
- Nikolai Podvoisky, (article on the establishment of RSI), Pravda, October 15, 1924.
- James Riordan, Sport, Politics, and Communism. Manchester, England: Manchester University Press, 1991.
- David Alexander Steinberg, Sport under Red Flags: The Relations between the Red Sport International and the Socialist Workers' Sport International, 1920-1939. PhD dissertation. University of Wisconsin — Madison, 1979.
- David A. Steinberg, "The Worker Sports Internationals, 1920-28," Journal of Contemporary History, vol. 13, no. 2 (April 1978), pp. 233–251.
- Robert Wheeler, "Organized Sport and Organized Labor: The Workers' Sports Movement," （页面存档备份，存于） Journal of Contemporary History, vol. 13, no. 2 (April 1978), pp. 191–210.
- (Proceedings of the July 1921 Conference), Internationale Jugend-Korrespondenz, No. 7 (April 1, 1922), pg. 11.